# Вятка (Кировская область)
Вя́тка — подстанция (населённый пункт) в Кирово-Чепецком районе Кировской области в составе Кстининского сельского поселения. Находится при одноимённой подстанции, основан после 1974 года. Население по состоянию на 2010 год — 104 чел.

## Статус
В различных источниках встречаются разные указания статуса. Так, в официальных документах, законах и картографических источниках статус населённого пункта указывается как «подстанция». Однако в классификаторах статус объекта указывается как «населённый пункт», а название — Подстанция Вятка.

## География
Расположен при автодороге 33Р-013, на расстоянии примерно 4 км (по автодорогам — 6 км) на северо-восток по прямой от центра поселения села Кстинино к югу от железнодорожной линии Киров-Пермь. Близ посёлка расположены СДТ «Вятка» и «Смена». Занимает площадь в 42,6784 га. Протяжённость автомобильных дорог в границах населённого пункта — 0,3 км, покрытие цементобетонное. Больше половины территории населённого пункта занято собственно подстанцией. Абсолютная высота над уровнем моря — 154 м или 151 м. В ближайших лесах преобладают виды рода Сосна. Согласно ОКАТО и КЛАДР, в населённом пункте две улицы, носящие следующие названия: территория СДТ «Смена» и СДТ «Тюльпан», имеются дома без привязки к улицам.

### Климат
Климат характеризуется как континентальный, с продолжительной холодной многоснежной зимой и умеренно тёплым коротким летом. Среднегодовая температура — 1,3 — 1,4 °C. Средняя температура воздуха самого холодного месяца (января) составляет −14,4 — −14,3 °C (абсолютный минимум — −35 °С); самого тёплого месяца (июля) — 17,6 — 17,8 °C (абсолютный максимум — 35 °С). Безморозный период длится в течение 114—122 дней. Годовое количество атмосферных осадков — 500—700 мм, из которых около 70 % выпадает в тёплый период. Снежный покров устанавливается в середине ноября и держится 160—170 дней. Преобладающее направление ветра — с юга и юго-запада, скорость в среднем не превышает 28 км/ч. Большинство дней в году со сплошной и частичной облачностью.

## История
В 1974 году здесь была запущена в эксплуатацию электроподстанция «Вятка». В том же году вокруг него стал образовываться одноимённый населённый пункт для проживания работников подстанции: был возведён первый двухэтажный двенадцатиквартирный жилой дом и построена дорога длинной 0,3 км. Официально зарегистрирован населённый пункт был не позднее 1978 года. Постройка самой же подстанции была окончательно завершена в 1976 году. В 1988 году были сооружены ещё три таких же дома, открыты столовая, магазин, сауна, очистные сооружения и детский сад. В 1996—1999 годах были оборудованы бытовки, помещения для занятий технической учебой, теплая стоянка.
В 1978 и 1989 годах населённый пункт входил в Кстининский сельсовет, после этого в Кстининский сельский округ, не раньше 2010 вошёл в Кстининское сельское поселение.

## Население
| 2010 |
| ---- |
| 104  |

В 1989 году наличное население составляло 111 человек (57 мужчин, 54 женщин), из которых постоянное население составляло 108 человек (53 мужчины, 55 женщины), а все население отнесено к категории сельского. В 2002 году постоянное население составляло 124 человека (58 мужчин, 66 женщин, русские 99 %), 104 в 2010.

## Инфраструктура
По состоянию на 2008 год в населённом пункте функционировали, не потребляя коммунальные услуги, бюджетные ФАП и библиотека. Имеется одноимённая подстанция, обеспечивающая электроэнергией часть региона и являющаяся связующим звеном между сетями энергетики Кировской области и России. Присутствуют две скважины, используемые для водоснабжения. Есть электрическая котельная. Есть автобусное сообщение с Кировым, Кирово-Чепецком и соседними населёнными пунктами, находящимися при автодороге (автобусная остановка «Подстанция Вятка»).